# Ró-Ró
Pedro Miguel Carvalho Deus Correia (Algueirão - Mem Martins, 6 de agosto de 1990), conocido como Ró-Ró, es un futbolista catarí de origen portugués y con ascendencia caboverdiana  que juega como defensa central en el Al-Sadd Sports Club de la Liga de fútbol de Catar. 
Nacido en Portugal, ha representado a Cabo Verde y Catar en categorías sub-21 y absoluta, respectivamente. Formó parte de los escuadrones de la Copa Asiática 2019 y la Copa América 2019, ganando el torneo anterior.

## Carrera del club
Nacido en Algueirão - Mem Martins de padres caboverdianos, Ró-Ró jugó en varios clubes en su juventud, incluido el SL Benfica, donde pasó casi cinco temporadas. Hizo su debut profesional con la SC Farense en la cuarta división, cambiando la siguiente temporada a otro equipo en ese nivel, el SC Mineiro Aljustrelense.
En enero de 2011, Ró-Ró abandonó su país de nacimiento y firmó para el Al Ahli SC (Doha) en Catar. Marcó su primer gol contra el Al Kharaitiyat SC el 7 de enero de 2012, pero con una derrota de 2-4.
Ró-Ró apareció en solo seis partidos de su primera temporada completa, y su equipo también fue relegado de la Liga de las Estrellas. Se unió al equipo de la liga Al Sadd SC en el 2016 y, a su llegada, reveló su interés de jugar para el equipo nacional de Catar. Obtuvo el primer premio en la liga para el escuadrón de Jesualdo Ferreira el 12 de diciembre de ese año, contribuyendo a la victoria de 8-0 en la casa del Umm Salal SC.

## Selección nacional

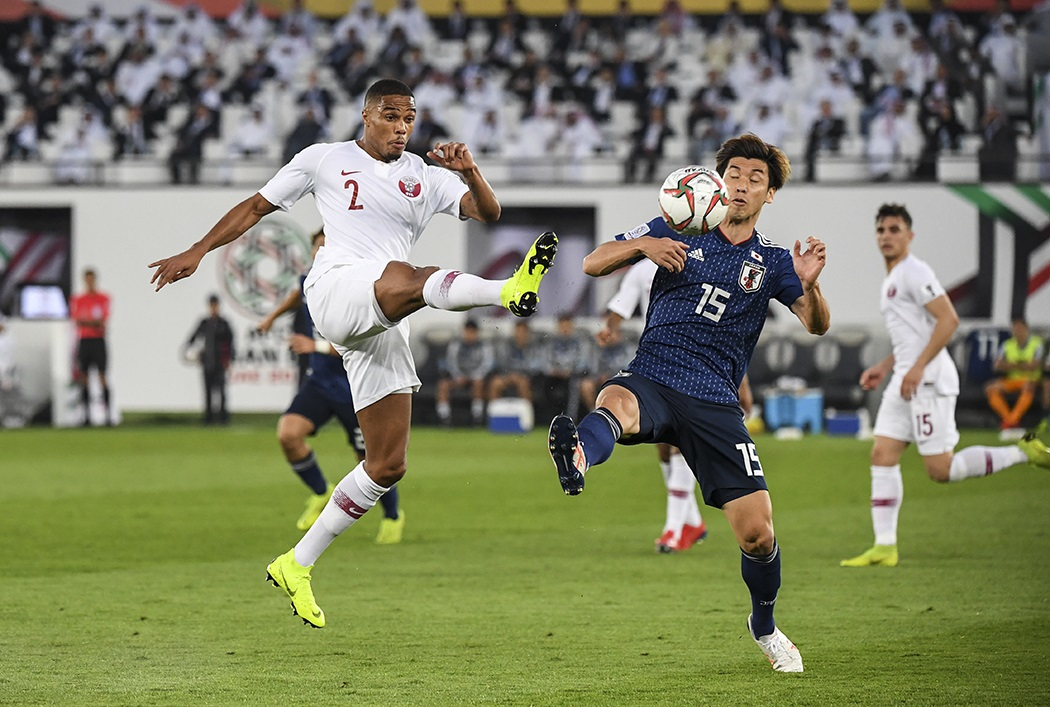
Ró-Ró (izquierda) en acción para Catar contra Japón en la Copa Asiática 2019

Ró-Ró fue internacional sub-21 por Cabo Verde en 2009. 
Hizo su debut absoluto con Catar el 29 de marzo de 2016, comenzando con una derrota fuera de casa de 0-2 ante China para los clasificatorios de la Copa Mundial de 2018. Jugó todos los partidos de la Copa Asiática AFC 2019, terminando el campeonato con la victoria de los Emiratos Árabes Unidos.
En la Copa Asiática 2023 fue el encargado del quinto penal para vencer a la Selección de Cabo Verde y acceder así a las semifinales de la competición.

#### Participaciones en Copas del Mundo
| Mundial           | Sede  | Resultado      | Partidos | Goles |
| ----------------- | ----- | -------------- | -------- | ----- |
| Copa Mundial 2022 | Catar | Fase de grupos | 3        | 0     |

### Goles internacionales
A partir del 23 de diciembre de 2017 (la puntuación de Catar aparece primero, la columna de puntuación indica la puntuación después de cada gol de Ró-Ró)
| No | Fecha                   | Lugar del encuentro                     | Adversario | Gol | Resultado | Competencia                     |
| -- | ----------------------- | --------------------------------------- | ---------- | --- | --------- | ------------------------------- |
| 1  | 23 de diciembre de 2017 | Al Kuwait Sports Club, Ciudad de Kuwait | Yemen      | 4-0 | 4–0       | Copa Naciones del Golfo de 2017 |

## Palmarés

### Torneos nacionales
| Título                         | Equipo        | País  | Año     |
| ------------------------------ | ------------- | ----- | ------- |
| Segunda División de Catar      | Al Ahli S. C. | Catar | 2012-13 |
| Copa del Emir de Catar         | Al-Sadd S. C. | Catar | 2017    |
| Copa de Catar                  | Al-Sadd S. C. | Catar | 2017    |
| Copa del Jeque Jassem          | Al-Sadd S. C. | Catar | 2017    |
| Liga de fútbol de Catar        | Al-Sadd S. C. | Catar | 2018-19 |
| Copa del Jeque Jassem          | Al-Sadd S. C. | Catar | 2019    |
| Copa de las Estrellas de Catar | Al-Sadd S. C. | Catar | 2019-20 |
| Copa de Catar                  | Al-Sadd S. C. | Catar | 2020    |
| Copa del Emir de Catar         | Al-Sadd S. C. | Catar | 2020    |
| Liga de fútbol de Catar        | Al-Sadd S. C. | Catar | 2020-21 |
| Copa de Catar                  | Al-Sadd S. C. | Catar | 2021    |
| Copa del Emir de Catar         | Al-Sadd S. C. | Catar | 2021    |
| Liga de fútbol de Catar        | Al-Sadd S. C. | Catar | 2021-22 |

### Torneos internacionales
| Título        | Club             | País | Año  |
| ------------- | ---------------- | ---- | ---- |
| Copa Asiática | Selección Catarí | EAU  | 2019 |